# Platystele
Platystele är ett släkte av orkidéer. Platystele ingår i familjen orkidéer.

## Bildgalleri

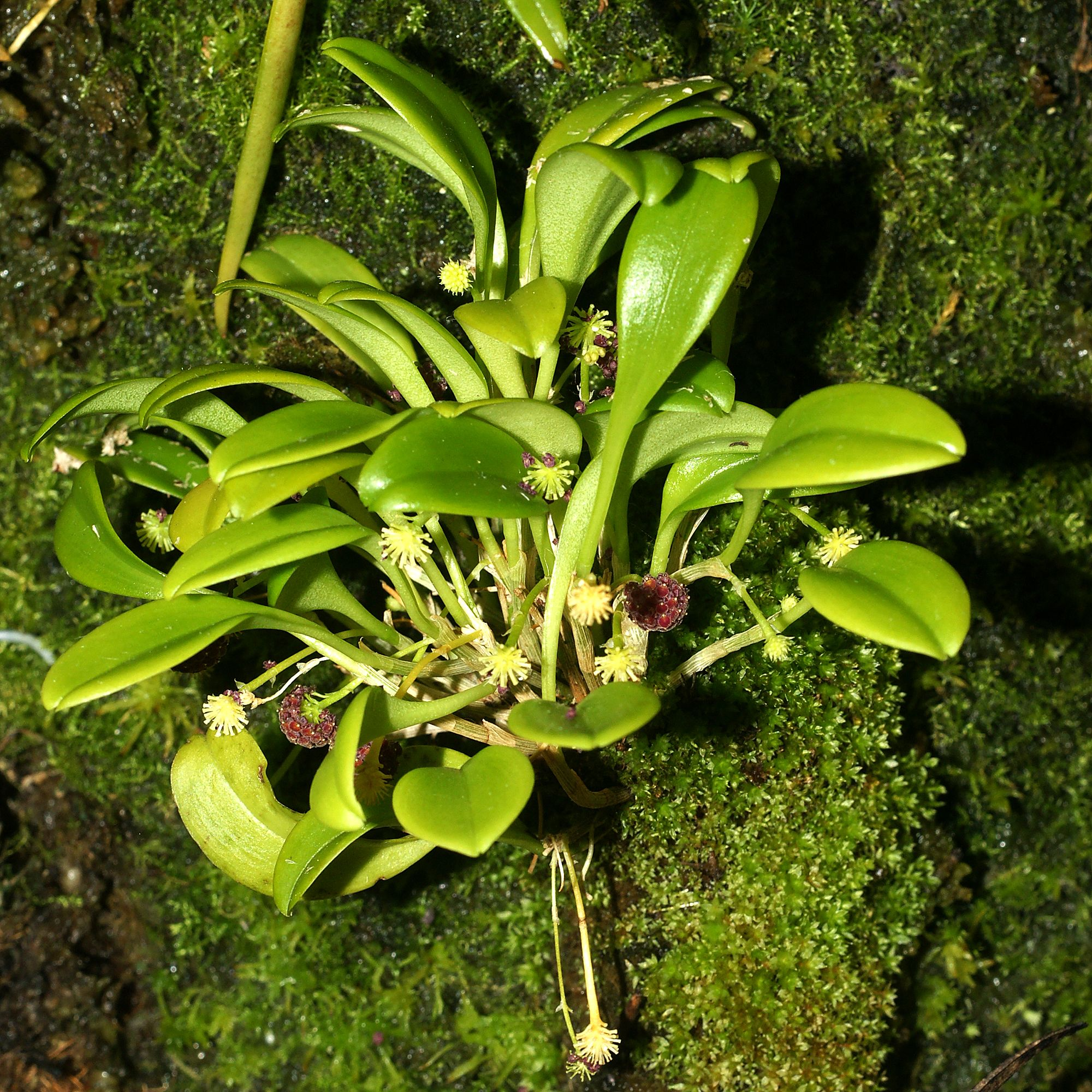
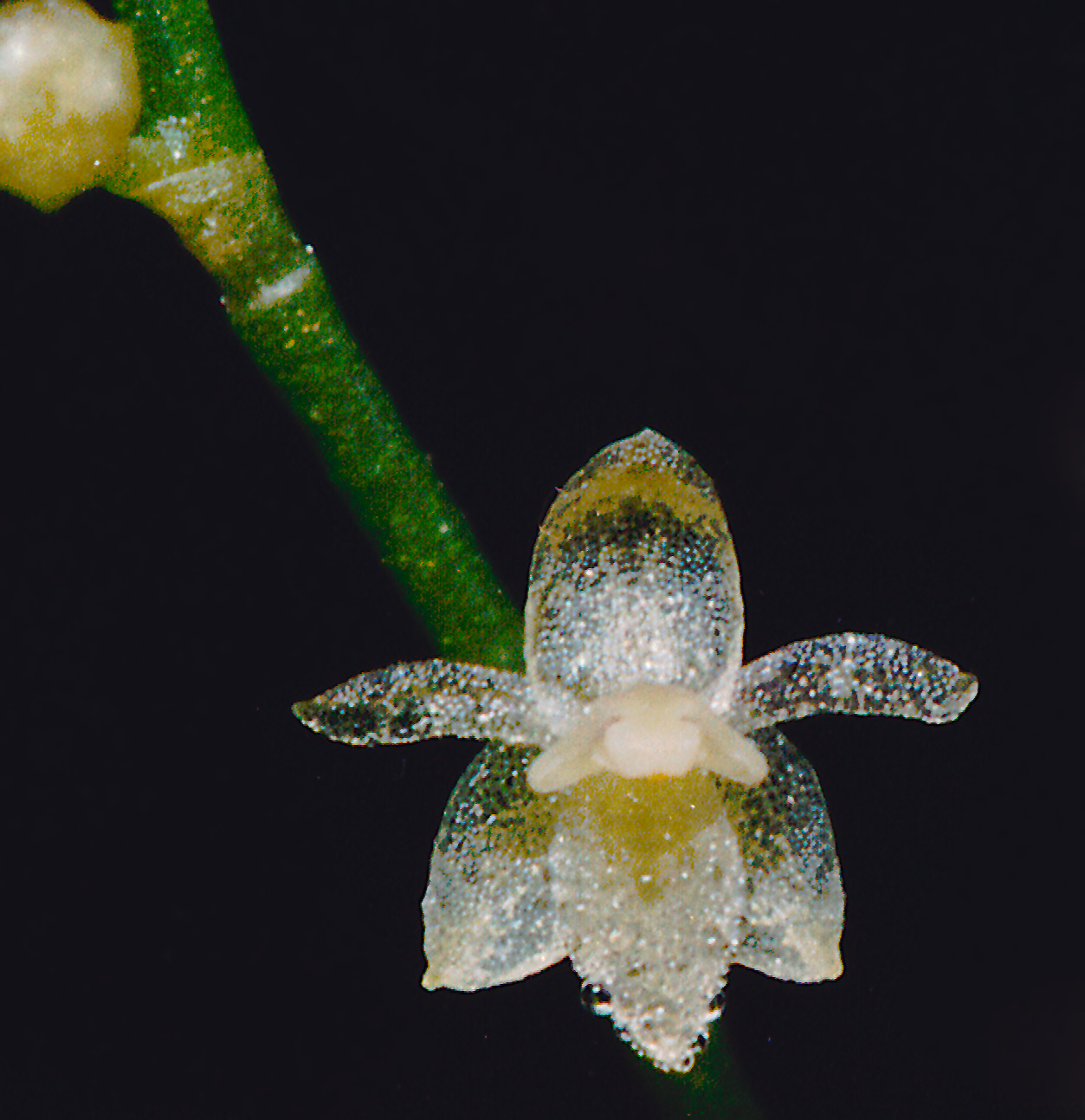
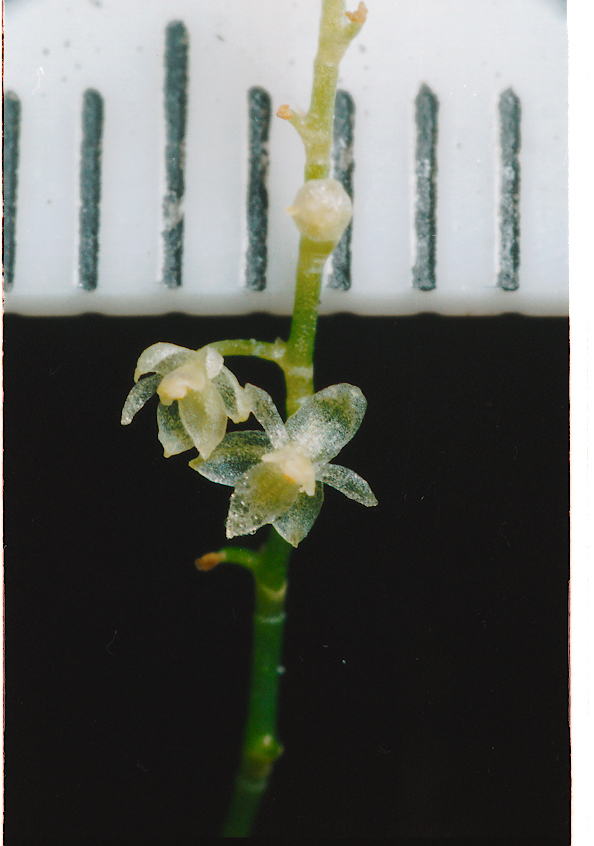

## Dottertaxa tillPlatystele, i alfabetisk ordning[1]
- Platystele acicularis
- Platystele aculeata
- Platystele acutilingua
- Platystele adelphe
- Platystele aianthera
- Platystele altarica
- Platystele alucitae
- Platystele argentosa
- Platystele beatricis
- Platystele bernoullii
- Platystele bovilinguis
- Platystele brenneri
- Platystele calantha
- Platystele calymma
- Platystele caudatisepala
- Platystele cellulosa
- Platystele compacta
- Platystele consobrina
- Platystele crinita
- Platystele dalstroemii
- Platystele dasyglossa
- Platystele delhierroi
- Platystele densiflora
- Platystele dewildei
- Platystele dodsonii
- Platystele dressleri
- Platystele edmundoi
- Platystele enervis
- Platystele escalerae
- Platystele examen-culicum
- Platystele filamentosa
- Platystele fimbriata
- Platystele gaileana
- Platystele gyroglossa
- Platystele hampshireae
- Platystele hirtzii
- Platystele hyalina
- Platystele ingramii
- Platystele jamboeensis
- Platystele jesupiorum
- Platystele johnstonii
- Platystele jungermannioides
- Platystele lancilabris
- Platystele lawessonii
- Platystele lehmannii
- Platystele londonoana
- Platystele lycopodioides
- Platystele megaloglossa
- Platystele microglossa
- Platystele microscopica
- Platystele microtatantha
- Platystele minimiflora
- Platystele misasiana
- Platystele misera
- Platystele muscicola
- Platystele myoxura
- Platystele napintzae
- Platystele obtecta
- Platystele orchestris
- Platystele orectoglossa
- Platystele ornata
- Platystele ortiziana
- Platystele ovalifolia
- Platystele ovatilabia
- Platystele oxyglossa
- Platystele papillosa
- Platystele paraensis
- Platystele pedicellaris
- Platystele perpusilla
- Platystele pisifera
- Platystele portillae
- Platystele posadarum
- Platystele propinqua
- Platystele psix
- Platystele pubescens
- Platystele pyriformis
- Platystele rauhii
- Platystele reflexa
- Platystele repens
- Platystele resimula
- Platystele rhinocera
- Platystele risaraldae
- Platystele sancristobalensis
- Platystele schmidtchenii
- Platystele schneideri
- Platystele scopulifera
- Platystele spatulata
- Platystele stellaris
- Platystele stenostachya
- Platystele stevensonii
- Platystele steyermarkii
- Platystele stonyx
- Platystele sulcata
- Platystele taylorii
- Platystele tobarii
- Platystele umbellata
- Platystele vetulus
- Platystele viridis
- Platystele ximenae